# Alexis Muston
Alexis Muston, né le 11 février 1810 à Torre Pellice, dans l'actuelle ville métropolitaine de Turin, alors dans le royaume de Sardaigne et mort le 6 avril 1888 à Bourdeaux, dans le département de la Drôme) est un pasteur franco-italien, écrivain et historien du protestantisme vaudois en Italie. Il est l'auteur d'un journal rédigé de 1825 à 1887.

## Biographie
Alexis Muston naît à Torre Pellice, dans le Piémont italien, fils de Georges Muston (1777-1842),, pasteur à Bobbio Pellice, et de Madeleine Jahier (1782-1848). Sa mère est apparentée à Josué Janavel, capitaine vaudois mort en exil, et à Pierre Janavel, son fils, qui a participé à la « Glorieuse Rentrée » des vaudois en 1689.
Il fait ses études de  théologie à Lausanne et à la faculté de théologie protestante de Strasbourg. Il est consacré pasteur en décembre 1833. Il soutient le 1er juillet 1834 une thèse de baccalauréat, intitulée De l'origine et du nom des Vaudois, et une thèse de licence, intitulée De l'instruction publique chez les anciens Vaudois et de la discipline de leurs églises le 30 juillet 1834, sous la direction de Joseph Willm. Outre les études de théologie, il suit des cours de sciences naturelles et de médecine.
Il est d'abord pasteur de l'Église évangélique vaudoise, à Rodoretto, hameau rattaché à la commune de Prali (province de Turin). En 1835, il doit s'enfuir pour des questions liées à ses écrits théologiques, et gagne la France à travers les Alpes enneigées dans la nuit du 9 au 10 janvier. Il devient pasteur de l'Église réformée de Bourdeaux, dans la Drôme, ministère qu'il exerce de 1836 à sa mort. Il épouse Clémentine de Saulces de Latour. L'un de leur fils, Charles Muston, fait des études de théologie à Strasbourg où il soutient une thèse de baccalauréat en 1866, intitulée Essai sur l'origine de l'âme d'après Tertullien, Origène et Lactance puis il s'oriente vers le droit et devient juge de paix.
Il est membre fondateur de la Società di Studi Valdesi et membre de la Société d'archéologie, d'histoire et de géographie de la Drôme (1866).
Il signe également ses publications sous le nom d'A.-M. de Mornans ou de Jean-Baptiste Alexis Muston.
Il meurt le 6 avril 1888 à Bourdeaux, dans le département de la Drôme, où il est enterré.

## Publications
- Histoire des Vaudois des vallées du Piémont et de leurs colonies depuis leur origine jusqu’à nos jours, Paris, Berger-Levrault, 1834
- Alberte de Poitiers, poème relatif à Bourdeaux sur Roubion, Valence, M. Aurel frères, 1838
- Les Néolyres, recueil de poésies, Valence, Marc Aurel frères, 1838
- Les Vaudois des Alpes italiennes de 1685 à 1694. Poème – Les premiers chants, Paris, Paulin et Lechevalier, 1845
- La Couronne d’épines ou saccagement de la Colonie jadis si florissante des Vaudois en Calabre, Paris, M. Ducloux, 1849
- Siloé des Alpes, ou sources vives de la grâce jaillissante dans l’Église vaudoise depuis les premiers siècles jusqu’à la Réformation, Paris, M. Ducloux, 1849
- Les Parfums de l’hysope ou la foi dans les solitudes, histoire des Églises vaudoises des Hautes Alpes, Paris, M. Ducloux, 1849
- Les Martyrs vaudois, ou les confesseurs de la vérité dans les vallées du Piémont, Paris, M. Ducloux, 1849
- La Gossen opprimée. Histoire jusqu’ici inconnue des Églises vaudoises du Pragela. Depuis les temps les plus anciens jusqu’à leur extinction, Paris, M. Ducloux, 1850
- Les Vallées vaudoises sous la domination française, Paris, M. Ducloux, 1850
- F. Mailhet, Les Pâques piémontaises ou le massacre des vaudois du Piémont en 1655, Paris, Marc Ducloux, 1850
- Les Lys d’Israël abattus par l’orage, Paris, M. Ducloux, 1850
- L’Israël des Alpes. Première histoire complète des Vaudois du Piémont et de leur colonie. Suivie d’une bibliographie, Paris, M. Ducloux, 1851 (trad. anglaise : The Israel of the Alpes: a History of the Persecutions of the Waldenses, Londres, Ingram-Cooke, 1852-1853)
- Valdésie, poème, Paris, Hachette, 1863
- « Voyage d’exil, Estr. Da L’Esperance. » Journal de la jeunesse chrétienne, 33 (1886) n°6-11, Valence, 1886
- « Le Belvédère du Pelvas », annuaire du Club alpin français, vol. 7, Paris, Chamerot, 1880